# Vitry-Laché
Vitry-Laché là một xã của tỉnh Nièvre, thuộc vùng Bourgogne-Franche-Comté, miền trung nước Pháp.

## Dân số
Theo điều tra dân số 1999 có dân số là 129. On 1 January 2006, the estimate was 131.